# Joël Henry (Fußballspieler)
Joël Henry (geboren als Joël Depraeter, * 19. April 1962 in Armentières) ist ein ehemaliger französischer Fußballspieler.

## Karriere

### Anfänge bei Lille und Bastia (bis 1981)
Henry, der bis zum Alter von 17 den Namen Depraeter trug, spielte in der Jugend eines Vereins aus Erquinghem-Lys, bevor er als Vierzehnjähriger ins Nachwuchsleistungszentrum des Erstligisten OSC Lille aufgenommen wurde. 1978 unterzeichnete er einen Profivertrag, rückte in die erste Mannschaft auf und war erst 16 Jahre alt, als er am 18. August 1978 bei einem 0:0-Unentschieden gegen den FC Nantes zu seinem Debüt in der obersten französischen Liga kam. Bei der Partie stand er von Beginn an auf dem Platz. Rivalen wie Didier Simon und Roberto Cabral erlaubten es ihm jedoch nicht, sich einen Stammplatz im offensiven Mittelfeld zu sichern, weswegen er über sporadische Einsätze nicht hinauskam. Angesichts dessen wurde er 1980 an den Erstligarivalen SEC Bastia von der Insel Korsika verliehen. Die Leihe war Teil eines Geschäfts, das in erster Linie den Verkauf des Marokkaners Abdelkrim Merry von Bastia an Lille umfasste. Bei Bastia wurde Henry als Alternative zum früheren Nationalspieler Claude Papi gesehen und schaffte mit seinen damals 18 Jahren den Durchbruch zum Stammspieler. So wurde auch im nationalen Pokalfinale 1981 auf ihn zurückgegriffen, das ihm dank eines 2:1-Siegs gegen die AS Saint-Étienne den einzigen Titelgewinn seiner Laufbahn einbrachte. 

### Zweites Mal Lille und Wechsel nach Brest (1981–1986)
Im Anschluss an den Pokalgewinn kehrte er 1981 auf Drängen der dortigen Verantwortlichen nach Lille zurück, wenngleich Bastia ihn gern behalten hätte und er selbst einen Verbleib bei den Korsen in Erwägung gezogen hatte. Bei Lille musste er weiterhin mit Didier Simon um einen Platz in der ersten Elf kämpfen und war daher nicht fest gesetzt. 1982 kam mit Arnaud dos Santos ein neuer Trainer, der Henry einen Stammplatz in der Mannschaft einräumte. Als 1983 der Vertrag des U-23-Nationalspielers, der aber nie den Sprung in die A-Nationalmannschaft der Franzosen schaffte, auslief, weckte er das Interesse mehrerer Klubs. Er entschied sich für den ebenfalls erstklassig antretenden Verein Armorique Brest, wo er auf seinen Freund Bernard Pardo aus ihrer gemeinsamen Zeit in Lille traf. Er war fester Bestandteil eines Teams, das im Abstiegskampf steckte, auch wenn der Sturz in die Zweitklassigkeit nicht Realität wurde. Neben ordentlichen Leistungen auf dem Fußballplatz machte er im Privatleben auf sich aufmerksam und galt als exzessiver Partygänger. Bei Brest wurde er vielseitig sowohl im Mittelfeld als auch im Sturm eingesetzt und litt gleichzeitig unter der Finanzschwäche seines Arbeitgebers, wegen der er teils monatelang auf sein Gehalt zu warten hatte.

### Häufige Wechsel und Zeit in Nantes (nach 1986)
1986 ging er zum im Süden des Landes beheimateten Erstligisten OGC Nizza, bei dem er mit Fabrice Mège ein Duo im offensiven Mittelfeld bildete. Er blieb allerdings lediglich ein Jahr, da er 1987 im SC Toulon den fünften Erstligaverein fand, der ihn unter Vertrag nahm. Bei Toulon traf er ein weiteres Mal auf Pardo und gehörte einer Überraschungsmannschaft an, die 1988 unerwartet den fünften Tabellenplatz belegte. Dennoch wechselte er in diesem Jahr erneut und unterschrieb beim ebenfalls in der höchsten Spielklasse antretenden FC Nantes. Er nahm seinen Platz hinter dem Offensivduo Mo Johnston und Thierno Youm ein, doch kam er mit einer Mannschaft, die 1983 noch Meister gewesen war, nicht unter die Spitzenteams und verpasste den Einzug in den europäischen Wettbewerb, an dem er zu keinem Zeitpunkt seiner Karriere teilnehmen konnte. Dennoch gab die stabile sportliche Situation für ihn den Ausschlag, in Nantes zu verlängern und finanziell lukrativere Angebote zurückzuweisen. Im Verlauf der Saison 1991/92 erlitt er eine Knieverletzung, die den am Saisonende 30-Jährigen nach 345 Erstligapartien mit 51 Toren zur Beendigung seiner Profilaufbahn zwang. Für ein weiteres Jahr trug er das Trikot des unterklassigen FC Limoges. Nahe der Stadt Limoges ließ er sich nieder und gründete ein Unternehmen für Industriereinigungssysteme.